# Hinokitiol
Hinokitiol of β-thujaplicine is een organische verbinding met als brutoformule C10H12O2. De stof komt voor als een wit tot geel poeder met een vrij sterke houtgeur. Het wordt bekomen uit de etherische olie van een aantal Cupressaceae boomsoorten, waaronder de Japanse Hiba (Thujopsis dolabrata), de reuzenlevensboom (Thuja plicata) en Calocedrus decurrens. Het kan ook synthetisch vervaardigd worden. Hinokitiol is een stof met een brede antibacteriële werking.

## Aromaticiteit
Hinokitiol is, zoals de verwante stoffen tropon (2,4,6-cycloheptatrieen-1-on) en tropolon (2-hydroxy-2,4,6-cycloheptatrieen-1-on) een aromatische verbinding, echter zonder benzeenring in de structuur. Omdat in een aromatische verbinding 4n + 2 elektronen gelijkmatig over de ring verdeeld worden is de hieronderstaande structuurformule een correcte Lewisweergave van de elektronenstructuur, maar is een positieve lading in de ring ook verdedigbaar. Het extra elektron komt op het zuurstofatoom dat in de Lewisstructuur dubbel gebonden is (in de carbonylgroep). Het resulterende negatief geladen zuurstofatoom vormt vervolgens makkelijk een waterstofbrug met het waterstofatoom in de hydroxylgroep.

## Toepassingen
Hinokitiol (of zouten of metaalcomplexen ervan) wordt soms toegevoegd als conserveermiddel aan cosmetica en lichaams- en haarverzorgingsproducten, vanwege de bacteriedodende werking. Het wordt goed verdragen door de huid, is stabiel in detergenten en zeep en wordt daarom ook aan sommige schoonmaakmiddelen toegevoegd. Ook sommige verven, wassen of coatings bevatten een kleine hoeveelheid hinokitiol.
Hinokitiol is ook onderzocht als ongevaarlijk alternatief voor imazalil, een fungicide gebruikt voor de bescherming van onder meer meloenen tegen bederf na de oogst.
Bij in-vitro-onderzoeken is gebleken dat hinokitiol een remmend effect heeft op het micro-organisme Chlamydia trachomatis, dat een belangrijke oorzaak is van seksueel overdraagbare ziekten. Andere micro-organismen waartegen hinokitiol actief is, zijn onder meer het influenzavirus, Staphylococcus aureus en Staphylococcus epidermidis, en Schistosoma mansoni.

## Toxicologie, veiligheid en regelgeving
Bij proeven op knaagdieren bleek dat hinokitiol in kleine doses een irriterend effect had, en bij toediening van grotere doses aanleiding gaf tot krampen en verlammingsverschijnselen.
In de Europese Unie is hinokitiol niet ingedeeld als een gevaarlijke stof volgens richtlijn 67/548/EEG.
In cosmetische en andere producten komt hinokitiol in lage concentraties voor (typisch minder dan 0,1 gewichtspercent).